# FLOW-MATIC
FLOW-MATIC — был первым основанным на английском языком обработки данных и изначально назывался B-0 (Business Language version 0 — «язык (для) бизнеса версия 0»). Был разработан для компьютера UNIVAC I в компании Remington Rand под руководством Грейс Хоппер с 1955 по 1959 год. На базе FLOW-MATIC сформировался схожий по идее и целям язык программирования COBOL.

## Разработка
Хоппер обнаружила, что при обработке данных клиенты испытывают дискомфорт от использования математической нотации:
Когда-то я была профессором математики. В то время я обнаружила, что есть студенты, которые не могут изучать математику. Затем мне поручили сделать так, чтобы предпринимателям было легко пользоваться нашими компьютерами. Оказалось, что вопрос не в том, смогут ли они изучать математику, а в том, захотят ли они. [ ... ] Многие из них говорили: "Выбросьте эти символы — я не знаю, что они означают, у меня нет времени их изучать". А тем, кто заявляет, что люди, обрабатывающие данные, должны использовать математическую нотацию, я посоветую для начала обучить математической записи вице-президента или полковника, или адмирала. Уверяю вас, я уже пробовала.
В конце 1953 года она предложила заменить символы на (ключевые) слова из английского языка, но руководство Remington Rand сочло эту идею неосуществимой. Однако уже в начале 1955 года Грейс и её команда подготовили спецификацию к соответствующему языку программирования и реализовали прототип компилятора, который с 1958 года стал общедоступен, а 1959 — почти завершён.

## Нововведения и влияние
FLOW-MATIC был первым языком программирования, который выражал операции с помощью словесных мнемоник. Это была также первая система, которая чётко отделяла данные от операций над ними. Язык определения данных системы FLOW-MATIC, в отличие от исполняемых инструкций, не был похож на английский; скорее, структуры данных определялись путём заполнения предварительно напечатанных форм.
FLOW-MATIC и его прямой потомок AIMACO определили COBOL, который включал в себя несколько характерных для FLOW-MATIC элементов:
- Определение входных и выходных файлов и заранее напечатанных выходных данных, разделённых на входные файлы, выходные файлы и (HSP — High Speed Printer outputs «высокоскоростные выходы принтера»). INPUT <ИМЯ ФАЙЛА> <БУКВА ФАЙЛА>; OUTPUT <ИМЯ ФАЙЛА> <БУКВА ФАЙЛА>; HSP <БУКВА ФАЙЛА>[5].
- Квалификация имён данных (разделы `IN` или `OF`).
- Разделы IF END of DATA (AT END) для операции READ.
- Символическая константа ZERO (первоначально ZZZ...ZZZ, где число Z указывает точность).
- Разделение программы на части. Разделы FLOW-MATIC включали Computer (раздел среды), Directory (раздел данных) и Compiler (раздел процедур).

## Пример программы
Пример программы на FLOW-MATIC:
```
 (
0
)  INPUT INVENTORY FILE-A PRICE FILE-B ; OUTPUT PRICED-INV FILE-C UNPRICED-INV
     FILE-D ; HSP D .
 (
1
)  COMPARE PRODUCT-NO (A) WITH PRODUCT-NO (B) ; 
IF
 
GREATER
 
GO TO
 
OPERATION 10
 ;
     
IF
 
EQUAL
 
GO TO
 
OPERATION 5
 ; OTHERWISE 
GO TO
 
OPERATION 2
 .
 (
2
)  TRANSFER A TO D .
 (
3
)  WRITE-ITEM D .
 (
4
)  
JUMP TO
 
OPERATION 8
 .
 (
5
)  TRANSFER A TO C .
 (
6
)  MOVE UNIT-PRICE (B) TO UNIT-PRICE (C) .
 (
7
)  WRITE-ITEM C .
 (
8
)  READ-ITEM A ; 
IF
 
END OF DATA
 
GO TO
 
OPERATION 14
 .
 (
9
)  
JUMP TO
 
OPERATION 1
 .
(
10
)  READ-ITEM B ; 
IF
 
END OF DATA
 
GO TO
 
OPERATION 12
 .
(
11
)  
JUMP TO
 
OPERATION 1
 .
(
12
)  
SET
 
OPERATION 9
 TO 
GO TO
 
OPERATION 2
 .
(
13
)  
JUMP TO
 
OPERATION 2
 .
(
14
)  TEST PRODUCT-NO (B) AGAINST ; 
IF
 
EQUAL
 
GO TO
 
OPERATION 16
 ;
     OTHERWISE 
GO TO
 
OPERATION 15
 .
(
15
)  REWIND B .
(
16
)  CLOSE-OUT FILES C ; D .
(
17
)  STOP . (END)
```

Примечания к примеру
1. Обратите внимание, что этот пример включает только исполняемые операторы программы, то есть раздел компилятора. Записи PRODUCT-NO и UNIT-PRICE были бы определены в разделе данных, который (как отмечалось ранее) не использует синтаксис, подобный английскому.[8]
2. Буква, обозначающая файл, находится после его имени. Пример: FILE-A, далее в программе, с целью упрощения. обозначается просто A.
3. Операции нумеруются в непрерывной последовательности от 0 до N и выполняются в этом порядке, если не выполнено обратное (прыжок, ветвление и т. д.).
4. Операция с наивысшим номером останавливает программу.
5. Гораздо более подробный обзор FLOW-MATIC доступен в руководстве, озаглавленном «СИСТЕМА ПРОГРАММИРОВАНИЯ FLOW-MATIC» (англ. FLOW-MATIC PROGRAMMING SYSTEM)[9].